# Stefan Böttger
Stefan Böttger ist ein ehemaliger deutscher Basketballspieler.

## Werdegang
Böttger stieg 1984 mit dem VBC 69 Paderborn unter Trainer Martin Krüger in die 2. Basketball-Bundesliga auf und gehörte in der Saison 1984/85 zum Zweitligaaufgebot. Der 2,04 Meter große Spieler verließ Paderborn in der Sommerpause 1985 und schloss sich dem Bundesligisten BC Giants Osnabrück an. Böttger blieb bis 1987 bei dem niedersächsischen Bundesligisten, zur Saison 1987/88 schloss er sich dem Zweitligisten Eintracht Hildesheim an.